# HaVeP

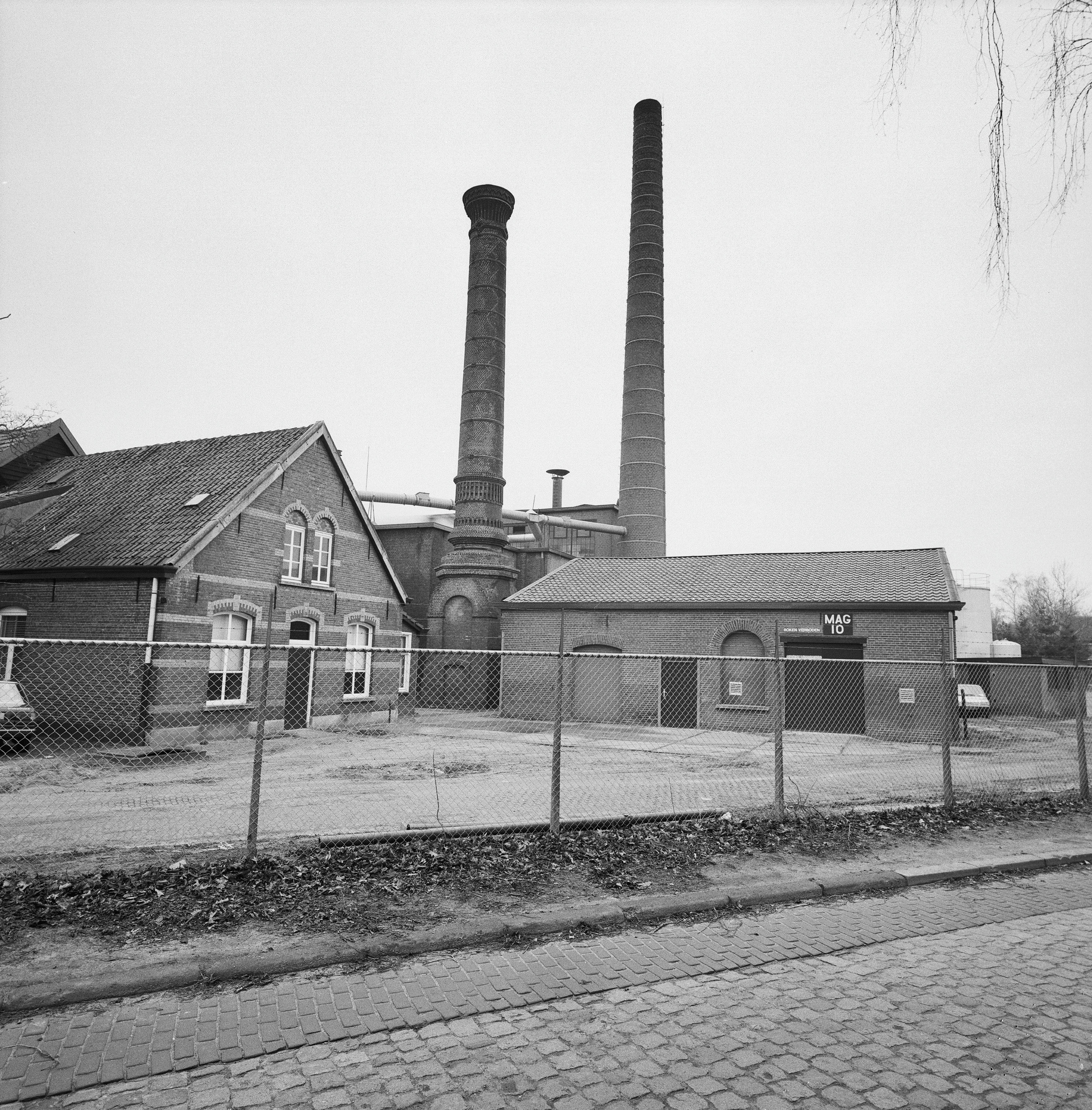
HaVeP-terrein, Bergstraat 50 te Goirle. Foto RCE, 1965

HAVEP is oorspronkelijk de handelsnaam en vervolgens de algemene benaming van H. van Puijenbroek, een textielonderneming in Goirle uiteindelijk actief als B.V. Textielfabrieken H. van Puijenbroek. Het bedrijf had ook een vestiging in Geldrop. Daarnaast bezat het diverse confectieateliers in Nederland en België, alsmede in Macedonië (1968) en Tunesië (1975). Het bedrijf, eigendom van de familie Van Puijenbroek  dateert uit midden 19e eeuw. Het vervaardigde  oorspronkelijk met name linnengoed, sinds 1935 met name bedrijfskleding. In 2021 werden de bedrijfsgebouwen van HaVeP in Goirle grotendeels afgebroken.

## Oprichting
De eerste generatie Van Puijenbroek startte het bedrijf in 1843 als blekerij voor linnen en pellen. Pellen zijn katoenen of linnen weefsels met een geblokt patroon. Toen de katoenaanvoer uit de VS stil kwam te liggen als gevolg van de Amerikaanse burgeroorlog (1861-1865) ging men in Goirle over op het spinnen en weven van vlas van lokale boeren. Toen er weer katoen op de markt kwam gebruikte Van Puijenbroek dit wederom, feitelijk tot in de 21e eeuw. De oorsprong van het bedrijf wordt doorgaans gedateerd op 1865 toen de twintigjarige Hendrik van Puijenbroek een boekhouding startte ter voortzetting van het vaderlijk linnenbedrijf. In 1880 kocht hij met twee collega-ondernemers een bestaande stoomlinnenweverij te Geldrop. In 1891 volgde mechanisering van het eigen bedrijf in Goirle, waarbij stoomkracht voor de aandrijving van de weefgetouwen zorgde. 

## Stakingen
In 1901 namen vier zoons, A.C., C.H., J.W. en E.J., het bedrijf over. In 1904 volgde een staking. De aanleiding hiervoor was dat de wevers 's zomers maar 3 dagen mochten werken en voor de overige dagen geen loon uitbetaald kregen. Ook werden zeven werknemers onmiddellijk ontslagen en moesten alle oudere wevers vóór 1915 het bedrijf verlaten hebben. De staking werd uiteindelijk door de (katholieke) vakbond gewonnen na bemiddeling door Alfons Ariëns. Een volgende conflict leidde in 1908 tot een nieuwe staking. Deze vond plaats naar aanleiding van het besluit  het behangsellinnen, tot dan toe door thuiswevers vervaardigd, machinaal te produceren. De betrokken wevers besloten om geen van allen machinaal behangsellinnen te produceren waarop collectief ontslag volgde. Het bedrijf sloot de poorten waarop vervolgens alle Goirlese textielbedrijven (behalve Van Besouw) de productie staakten. Dit alles leidde tot grote tegenstellingen die nog lang zouden duren. 
Na 1908 echter ging het snel achteruit met de thuisweverij, de firma A. Spapens-Huijbregts, die vrijwel uitsluitend met thuiswevers werkte, beeindigde in 1920 als één der laatste het bedrijf. In 1908 kwam in Tilburg nog een vlasspinnerij tot stand, die na 1918 als zelfstandig bedrijf onder leiding van H J van Puijenbroek (een vijfde zoon die in 1914 tot de nv en de directie toetrad) verder ging.

## Modernisering

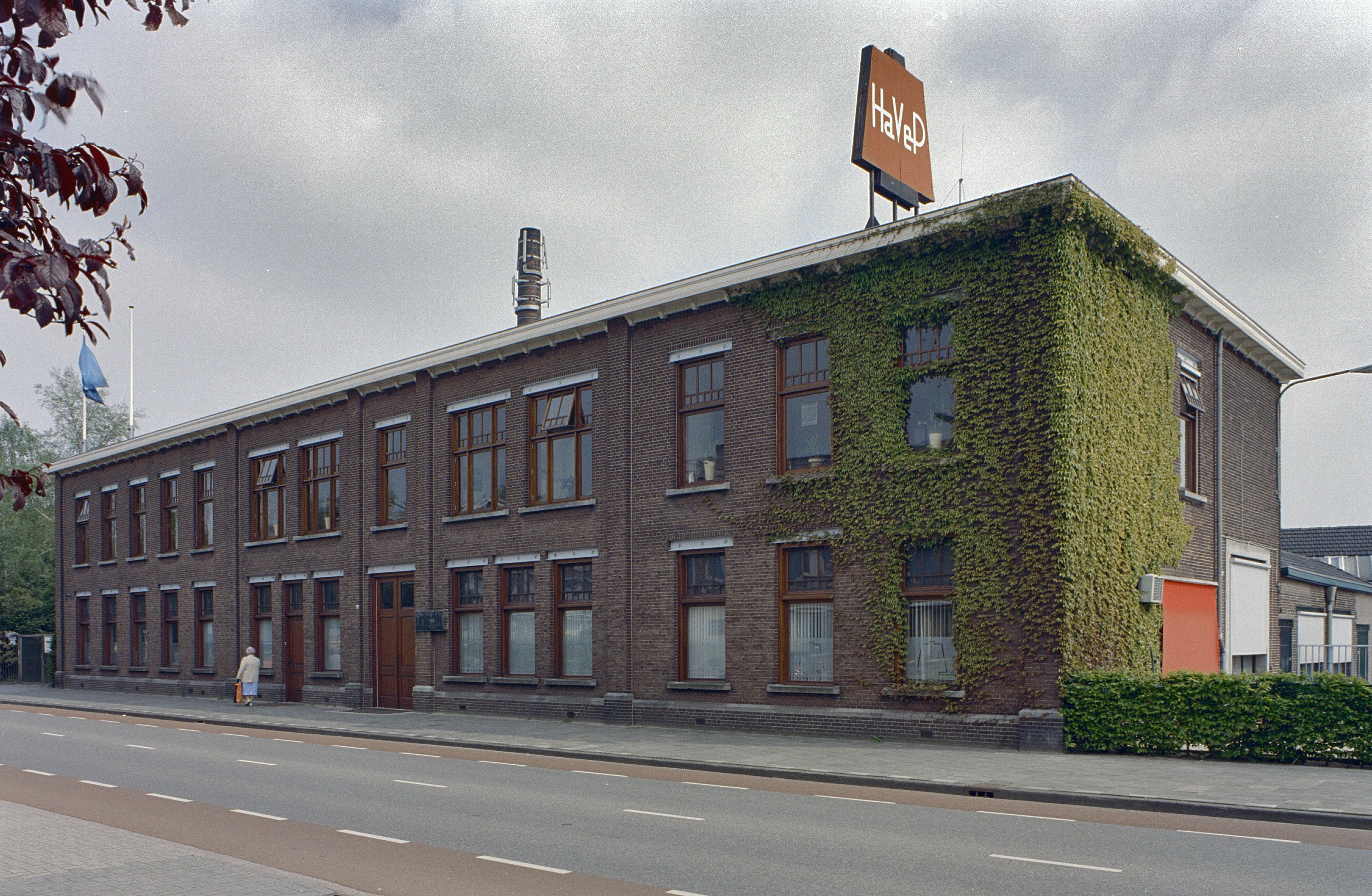
Overzicht voorgevel, 2002

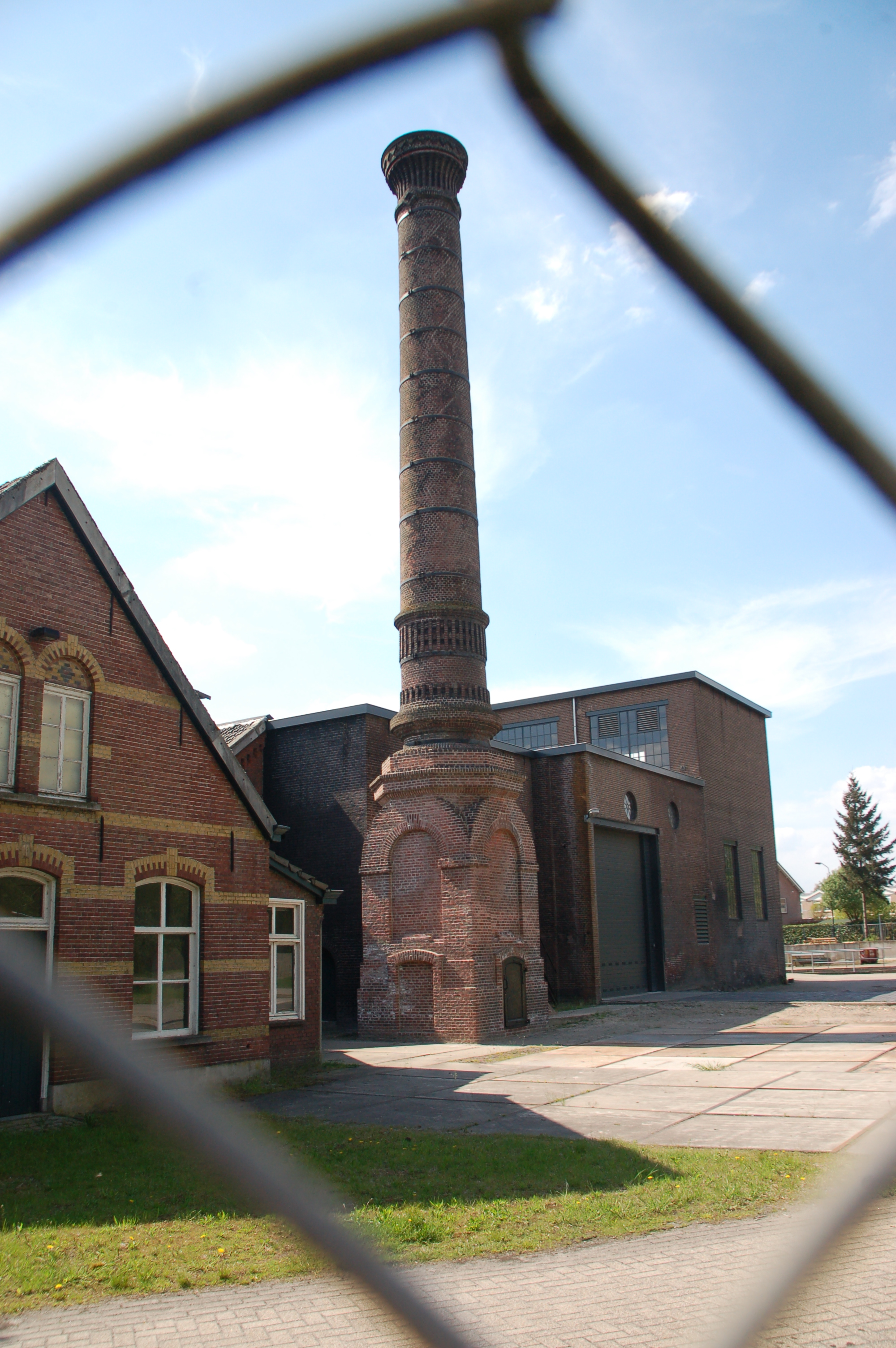
Schoorsteen HAVEP, 2013

In 1914 werd de onderneming omgezet in een nv, H. van Puijenbroek's Textiel Maatschappij, met een maatschappelijk kapitaal van f 2 miljoen, alles binnen de familie. Tijdens de Eerste Wereldoorlog viel de aanvoer van grondstoffen stil en sloot de HaVeP. In mei 1919 kwam men weer in bedrijf. De twee oudste firmanten trokken zich terug, de twee jongsten, Jacques en Eduard, gingen gezamenlijk verder. De jaren twintig waren grotendeels voorspoedig, met name de export nam een grote vlucht. Vanaf 1929 bestond de directie uit Eduard Joseph en zoon Rudolf Antoon van Puijenbroek naast Max Steenberghe (sinds 1920 juridisch adviseur). De economische crisis van de jaren 30 van de 20e eeuw leidde tot grote moeilijkheden. In 1932 werd de helft van het personeel ontslagen. In 1933 startte HaVeP met wollen modekleding en in 1935 met confectie van bedrijfskleding. 
De mobilisatie bracht orders van het leger, en in 1939 werkte er een recordaantal van 1200 werknemers bij HaVeP. In 1944 werden er bij het bedrijf kragen op overhemden voor het Canadese leger gezet en in 1945 werden de uniformen geproduceerd voor het KNIL dat streed tegen de Indonesische onafhankelijkheid. Vervolgens breidde het bedrijf verder uit.
In 1959 kwam er een eigen spinnerij. Het personeel werd van heinde en verre aangevoerd en in 1965 kwamen er ateliers in Hattem, Apeldoorn, Eindhoven en Meerhout (België). Daarna trok men naar lagelonenlanden, zoals Macedonië (1968) en Tunesië (1975). Rond 1975 werden de laatste confectieactiviteiten in Nederland en België beëindigd. Er werkten toen nog 110 medewerkers in de confectieafdeling in Goirle, naast 330 in de spinnerij/weverij en veredeling. In 1985 kwam er een nieuwe weverij. In 1992 kwam er een einde aan de grote legerorders. 

## 21e eeuw
In 2004 werd de spinnerij in Tilburg gesloten en werd een nieuwe moderne weverij gebouwd in Goirle. Tegenwoordig produceert HAVEP voornamelijk veiligheidskleding (afdeling Workwear/Protective). Het moederbedrijf van HAVEP is Koninklijke Van Puijenbroek Textiel. 
In 2021 /2022 zijn de oorspronkelijke bedrijfsgebouwen in Goirle afgebroken ten behoeve van woningbouw.

## Trivia
- Het machinehuis uit 1891 is geklasseerd als rijksmonument. Het bevat een nog vrijwel geheel complete stoommachine die door Werkspoor werd geleverd.